# Matt Thornhill
Matt Thornhill (* 11. Oktober 1988 in Nottingham) ist ein englischer Fußballspieler, der zuletzt bei Hibernian Edinburgh unter Vertrag stand.

## Karriere
Matt Thornhill begann seine Karriere im Jahr 2007 bei Nottingham Forest. Der Mittelfeldakteur gab am 14. August 2007 im League-Cup-Spiel gegen Chester City sein Profidebüt, als er in der 71. Minute für Felix Bastians eingewechselt wurde. Vier Tage später absolvierte er seine erste Partie in der Football League One, als er beim torlosen Unentschieden gegen Swansea City für Kris Commons eingewechselt wurde. Am 12. Januar 2008 erzielte Thornhill im Heimspiel gegen Leyton Orient seinen ersten Treffer für Forest. Er traf zum 4:0-Endstand für Forest, davor waren der zweifache Torschütze Grant Holt und Kris Commons erfolgreich.
Nach der Saison 2007/08 schaffte er mit Forest den Aufstieg in die Football League Championship. Seinen ersten Torerfolg in der zweithöchsten Spielklasse konnte er am 28. Oktober 2008 im Auswärtsspiel bei Crystal Palace verbuchen. Sein Treffer führte zum 1:2-Siegtreffer für Forest. Bis zum Saisonende absolvierte er 24 Ligaspiele für Forest und erzielte dabei drei Treffer. Als Teil des Transfergeschäfts von Joel Lynch zwischen Nottingham Forest und Brighton & Hove Albion wechselte er im Juli 2009 auf Leihbasis zu den Seagulls. Thornhill wurde in Brighton insgesamt in sieben Partien in der League One und je einmal im League Cup und der FA Trophy eingesetzt, nach der Entlassung von Trainer Russell Slade Anfang November 2009 wurde er von dessen Nachfolger Gustavo Poyet nicht mehr berücksichtigt und vorzeitig zu Forest zurückgeschickt.
Dort wurde er jedoch nicht eingesetzt und im Januar 2010 zu Cheltenham Town verliehen. Bei den Robins erzielte er in seinem zweiten Pflichtspiel gegen den FC Barnet sein erstes Tor. Eine Woche später traf er beim 2:0-Sieg über den FC Morecambe erneut. Nach Ablauf der Leihfrist kehrte der Mittelfeldakteur im Sommer 2010 erneut zu Nottingham Forest zurück.
Am 21. Januar 2011 wechselte Matt Thornhill zum schottischen Erstligisten Hibernian Edinburgh. Im Januar des folgenden Jahres wurde der Vertrag aufgelöst.